# Ишхани
Ишхани (груз. იშხანი; арм. Իշխան) — один из великих монастырских центров средневековой Грузии, памятник грузинской архитектуры. 
Расположен в историческом Тао, в Тортумском ущелье, на высоком плато на правом берегу реки Олтисис-цкали, в т. н. Грузинской долине, близ Юсуфели (провинция Артвин, Северная Турция). Ишханское плато с трёх сторон окружено горами: на севере и востоке — Карьол (Кариели), на юге — Арафек, на юго-востоке — Ургюндюз. На востоке от монастыря находится одноимённая турецкая деревня, на северо-востоке от неё — руины Ишханской крепости. 
От монастырского комплекса сохранились церковь и часовня.

## История
Основан в 830-е годы двоюродными братьями преподобного Григорием Хандзтийским (Ханцтели) и святым Саввой Ишхнели в Тао на месте более ранней церкви 630-х годов, построенной армянским католикосом Нерсесом III Таеци (католикос Армении в 641—661/2).  По мнению В. Джобадзе, этот храм был разрушен в 30-х гг. VIII в., во время нашествия арабов под предводительством полководца Мервана ибн Мухаммада (Мурвана Глухого). Пять надписей на грузинском языке в церкви и на южном фасаде указывают разные периоды её восстановления с 917 до 1032 года. Согласна Т. Синклера, как и церковь Бана, она имела круглую форму: крытую амбулаторию, окружающую внутреннюю церковь из четырех лепестков (включая апсиду), которые в свою очередь окружали купол. В IX веке церковь была перестроена в крестообразную форму, а затем в 1032 году внешние стены были переделаны. От оригинальной церкви сохранилась только апсида, с аркадами на первом этаже.
Монастырь был действующим до XVIII века, во время русско-турецкой войны в XIX веке был занят под размещение турецких военнослужащих. В западной части собора была устроена мечеть и оставалась там до 1983 года.
В 1987 году Министерство культуры и туризма Турции зарегистрировало Ишхани как национальный памятник культуры.
В 2012 году между Грузией и Турцией было достигнуто соглашение о начале восстановления монастыря грузинской стороной.
В 2013 году монастырь ремонтировался, но работы прекратились после заявления Грузии о выполнении работ ненадлежащим образом.